# متلازمة اللمفاويات العارية
متلازمة اللمفاويات العارية، هي حالة ناجمة عن وجود طفرات في الجينات التي تشكل معقد التوافق النسيجي الكبير أو تشارك في معالجة وتقديم جزيئاته. تعتبر هذه المتلازمة شكلًا من أشكال عوز المناعة المشترك الشديد.

## تجلي المرض
تعتبر متلازمة اللمفاويات العارية النمط الثاني حالة وراثية متنحية نادرة. في هذا النمط، لا تعبر جينات معقد التوافق النسيجي الكبير النمط الثاني عن نفسها.
ولهذا، سيصبح جهاز المناعة عرضةً لخطر شديد بسبب عدم قدرته على محاربة العدوى بشكل فعال. يتشابه كل من متلازمة اللمفاويات العارية وعوز المناعة المشترك الشديد من الناحية السريرية. وفي حالة عوز المناعة المشترك الشديد، لا تتشكل طلائع الخلايا اللمفاوية بشكل صحيح. على النقيض من ذلك، لا يحدث في متلازمة اللمفاويات العارية انخفاض في عدد الخلايا البائية والتائية؛ إذ لا يتأثر فيها تطور هذه الخلايا.

## الأعراض
المتلازمة المرتبطة بعوز الناقل المقدم للمستضد هي أبرز ما تتميز به متلازمة اللمفاويات العارية النمط الأول. تشمل الأعراض حدوث التهابات جرثومية متكررة في الجهاز التنفسي والإصابة بآفات جلدية مزمنة. بينما تتضمن المضاعفات الخطيرة ما يلي: توسع القصبات والفشل التنفسي والتلف الكامل للأنف والخراجات الدماغية. قد يكون الإسهال من بين الحالات المصاحبة أيضًا.

## علم الوراثة

### متلازمة اللمفاويات العارية النمط الثاني
لا يرجع الأساس الجيني لمتلازمة اللمفاويات العارية النمط الثاني إلى عيوب في جينات معقد التوافق النسيجي الكبير النمط الثاني نفسها، بل نتيجة طفرات في الجينات المشفرة للبروتينات (عوامل النسخ) التي تنظم بشكل طبيعي تعبير جينات معقد التوافق النسيجي الكبير النمط الثاني عن نفسها (النسخ الجيني). يعني هذا غياب أحد البروتينات العديدة المطلوبة لإقلاع جينات معقد التوافق النسيجي الكبير النمط الثاني ضمن أنواع مختلفة من الخلايا (خلايا جهاز المناعة بشكل أساسي). استُنسِخَت الجينات المسؤولة عن ذلك في مختبرات برنارد ماخ في سويسرا وجيريمي بوس في جامعة إيموري في أتلانتا في جورجيا.
قد يؤدي حدوث طفرة في أي من الجينات الأربعة إلى متلازمة اللمفاويات العارية النمط الثاني، وأسماء الجينات هي:
- معامل النمط الثاني (CIITA).
- العامل المنظم لإكس 5 (RFX5).
- البروتين المرتبط بالعامل المنظم إكس (RFXAP).
- تكرارات الأنكيرين المرتبط بالعامل المنظم إكس (RFXANK).

### متلازمة اللمفاويات العارية النمط الأول
تُعرَف متلازمة اللمفاويات العارية النمط الأول باسم نقص مستضدات الكريات البيضاء البشرية فئة 1 أيضًا، وهي حالة نادرة جدًا مقارنةً بالنمط الآخر. ترتبط المتلازمة بعوز الناقل المقدم للمستضد 2 أو الناقل المقدم للمستضد 1 أو التابسين. تشارك بروتينات الناقل المقدم للمستضد في ضخ الببتيدات العصارية المتحللة عبر غشاء الشبكة الإندوبلازمية لتتمكن من الارتباط بمستضدات الكريات البيضاء البشرية من النمط الأول. بمجرد أن يتشكل معقد ببتيد- مستضدات كريات بيضاء بشرية نمط 1، سيُنقَل إلى غشاء الخلية. ومع ذلك، سيمنع الخلل الموجود في بروتينات الناقل المقدم للمستضد ضخ الببتيدات عبر الشبكة الإندوبلازمية، ولهذا لن يتشكل المعقد ولن يهاجر إلى غشاء الخلية؛ أي لن تتواجد مستضدات الكريات البيضاء البشرية النمط 1 على الغشاء. تمامًا مثل متلازمة اللمفاويات العارية النمط الثاني، لا يوجد العيب في بروتين معقد التوافق النسيجي الكبير، بل في بروتين ملحق آخر.

## التشخيص

### التصنيف
- النوع 1: معقد التوافق النسيجي الكبير نمط 1.
- النوع 2: معقد التوافق النسيجي الكبير نمط 2.

## العلاج
تعتبر متلازمة اللمفاويات العارية النمط الثاني مرشح جذاب للعلاج الجيني، ولكن زرع نقي العظم هو العلاج الوحيد المتوافر حاليًا.